# Hans Mützel

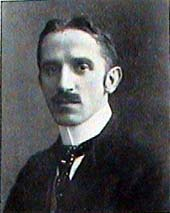
Hans Mützel

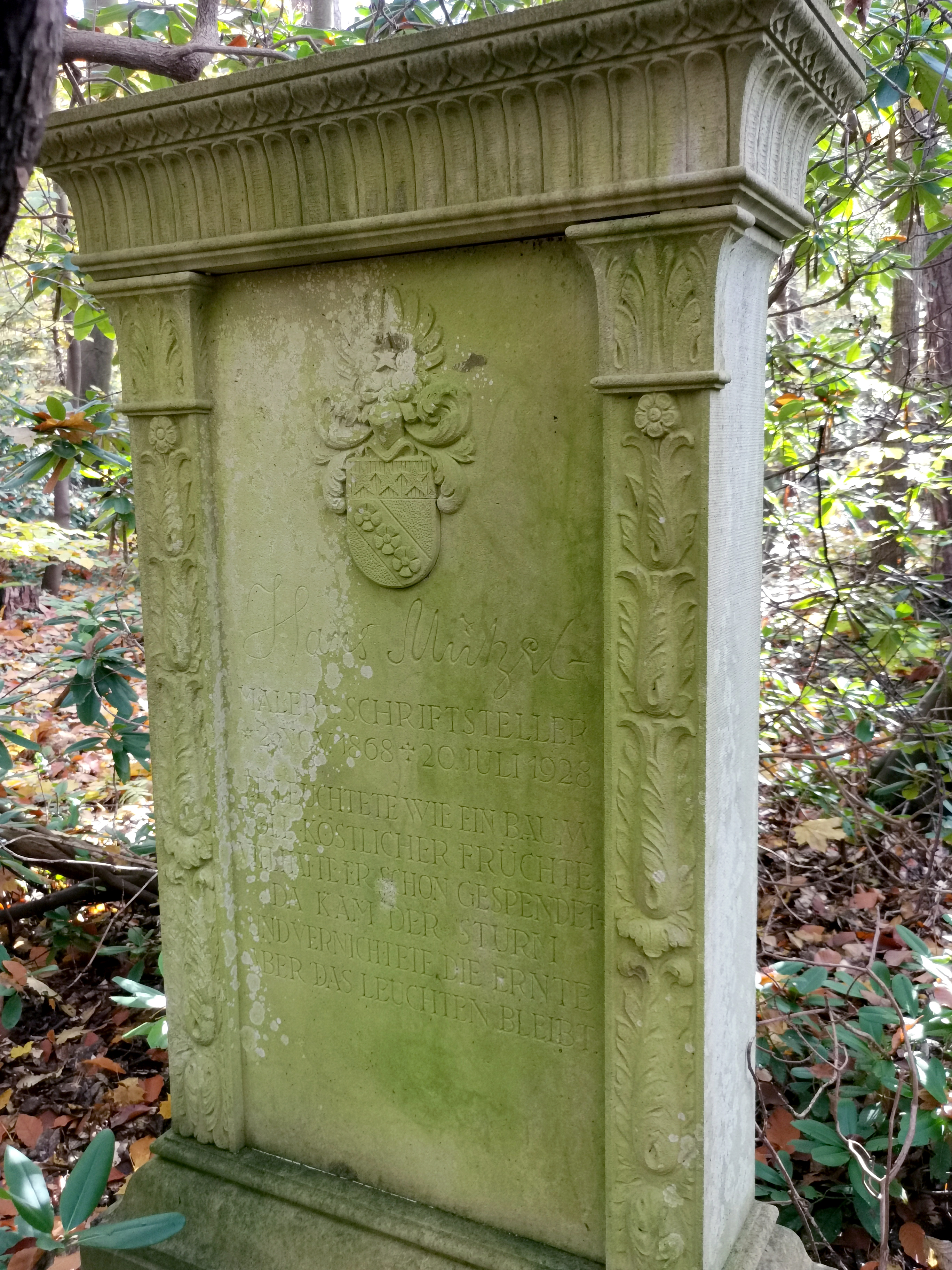
Grabstelle auf dem Südwestkirchhof Stahnsdorf

Hans Heinrich Herrmann Eduard Mützel (* 2. November 1868 in Königsberg i.N.; † 20. Juli 1928 in  Berlin) war ein deutscher Maler, Zeichner und Kunstschriftsteller.

## Leben
Der Sohn des Tiermalers Gustav Mützel mit Anna Schönherr war Schüler von W. Friedrich und Max Friedrich Koch an der Lehranstalt des Kunstgewerbemuseums in Berlin. Seit einer Reise nach Italien 1904 malte er mit Vorliebe italienische Motive (Tribuna der Uffizien-Galerie in Florenz, Markusplatz in Venedig, Johannisnacht in Rom usw.). 1905 ging er zum Porträtfach über und malte vielfach Repräsentanten der Berliner Gesellschaft.
Als Autor war er oft feuilletonistisch tätig, verfasste aber einige noch heute wertvolle Spezialwerke zur Kostümkunde, die er zum Teil selbst illustrierte.
Hans Mützel wohnte in Berlin-W., Kleiststr. 39 und später in Berlin-Schöneberg, Mühlenstr. 7. Er war mit Gertrud Hempel (* 5. September 1868; † 27. Februar 1952) verheiratet. Die Ehe blieb kinderlos.
Hans Mützel wurde auf dem Südwestkirchhof Stahnsdorf, Charlottenburg-Gartenblock, II-Gartenstelle 172/173 beigesetzt. Den Grabstein schmückt das Wappen der Familie Mützel.

## Veröffentlichungen
- Die Farbenharmonie der Damenkleidung. Hirsch'schen Schneider Akademie, Berlin 1905.
- Kostümkunde für Sammler (= Bibliothek für Kunst- und Antiquitätensammler. Band 15). Schmidt, Berlin 1919; 2. Auflage 1921 (Digitalisat).
- Vom Lendenschurz zur Modetracht. Aus der Geschichte des Kostüms. Widder, Berlin 1925.

Illustrationen
- Franz Heyer: Der erste Hohenzoller und die Quitzows. Historischer Roman aus der Morgendämmerung des neuen deutschen Reiches. 3 Bände, Geibel & Brockhaus, Leipzig 1893.
- Walter Heichen: Geo, der Flieger. Eine Erzählung für die Jugend. Phönix-Verlag, Kattowitz / Breslau / Berlin / Leipzig 1914.

## Bilder

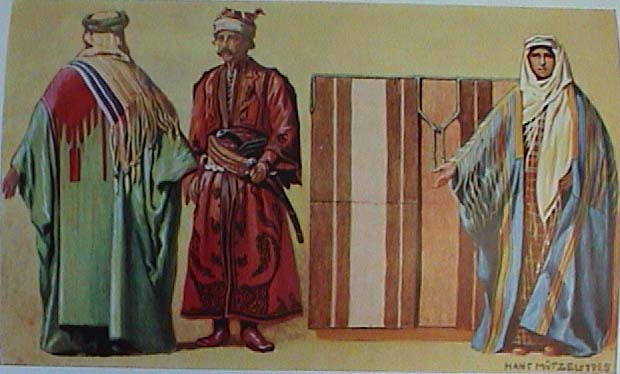
Arabische Trachten
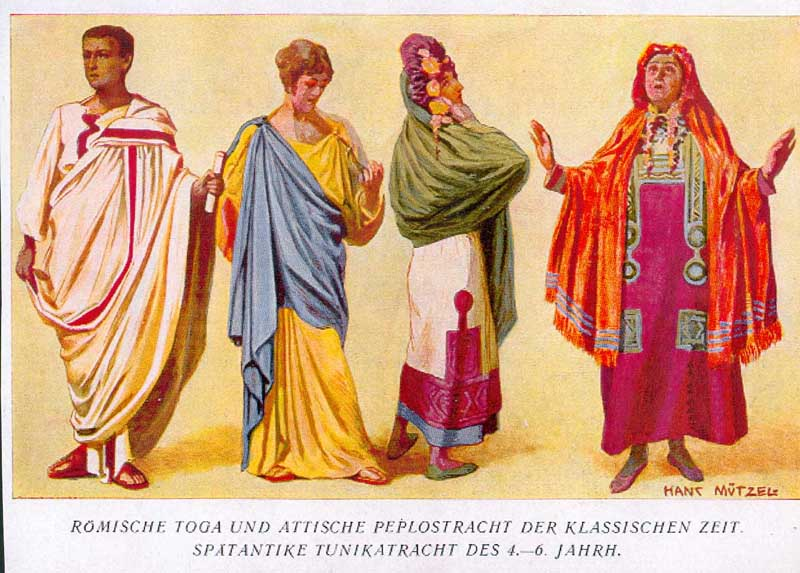
Römische Trachten
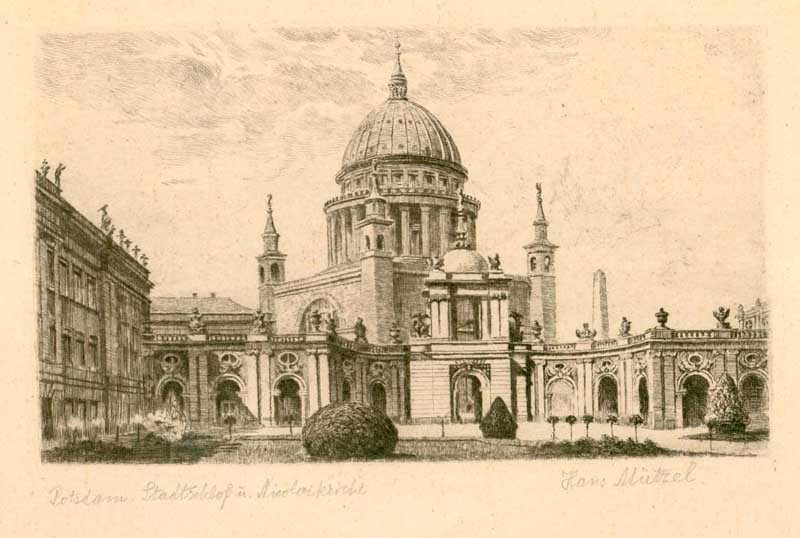
Potsdamer Stadtschloss und Nikolaikirche
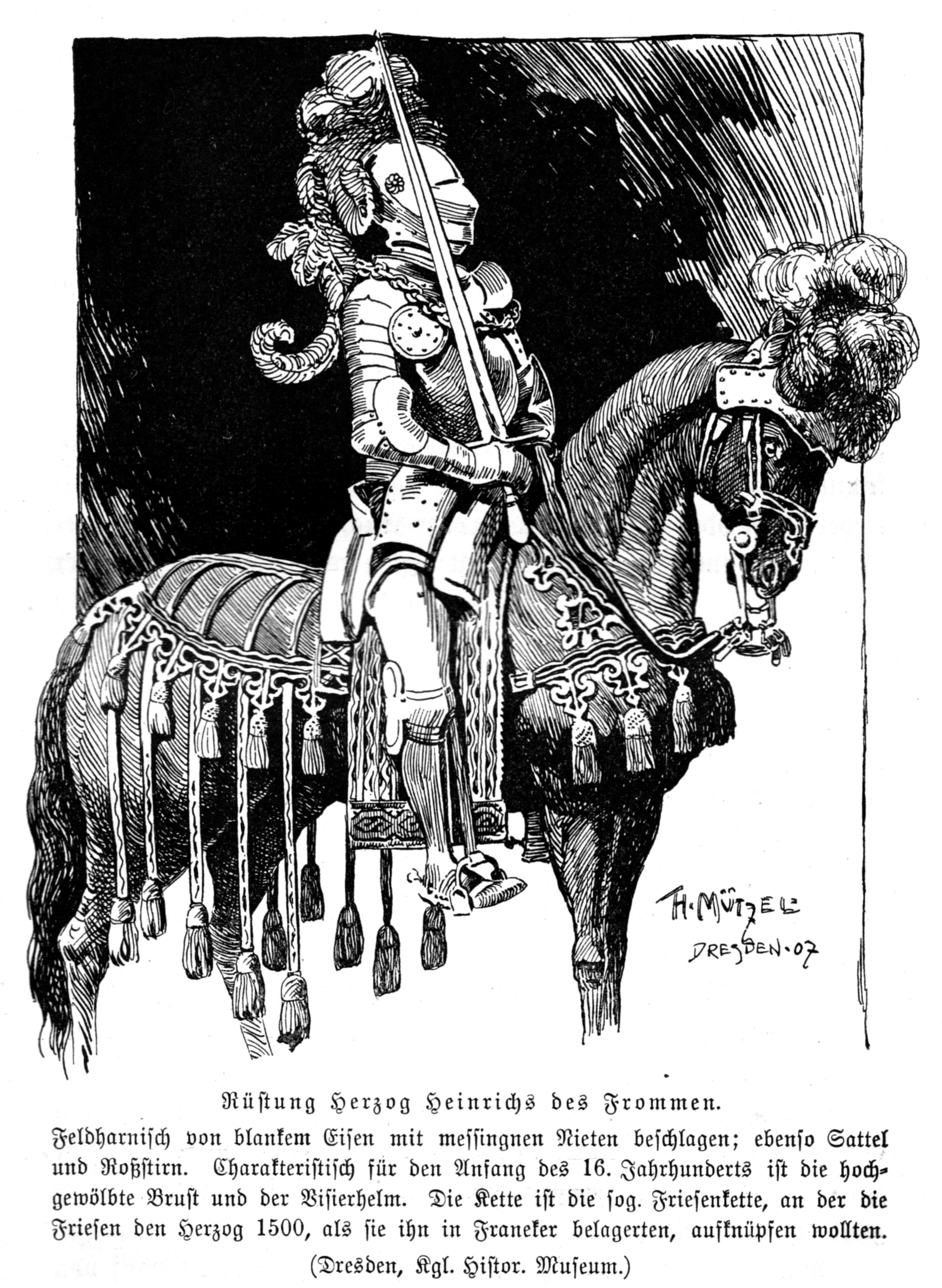
Heinrich der Fromme
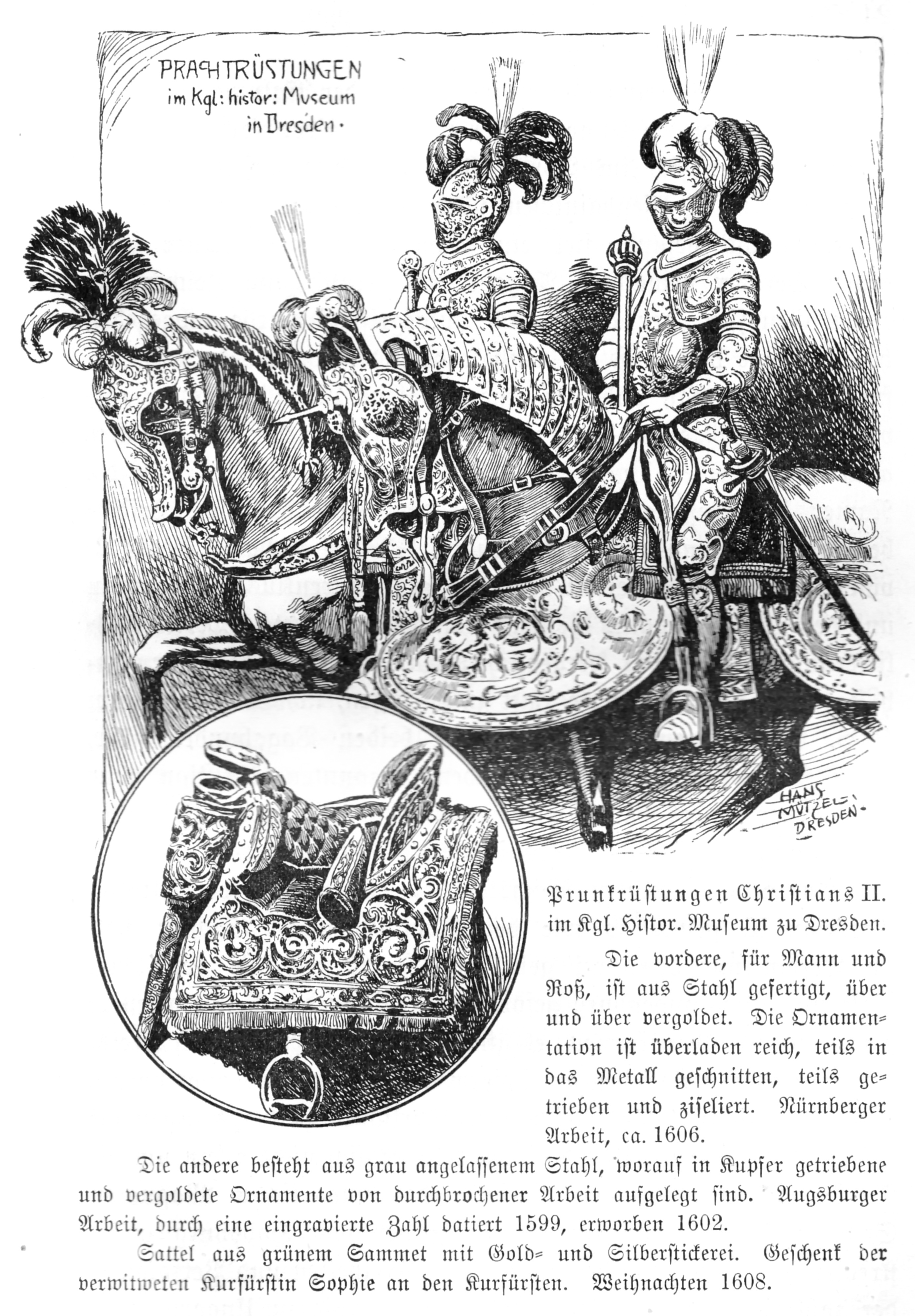
Prunkrüstungen Christians II.